# 10388 Zhuguangya
10388 Zhuguangya è un asteroide della fascia principale. Scoperto nel 1996, presenta un'orbita caratterizzata da un semiasse maggiore pari a 3,2136068 UA e da un'eccentricità di 0,0872920, inclinata di 16,97145° rispetto all'eclittica.